# Hotel Mario
Hotel Mario — це відеогра у жанрі головоломка, розроблена Fantasy Factory і опублікована Philips Interactive Media у форматі CD-i 5 квітня 1994 року. Гравці керують Маріо, який повинен знайти Принцесу Тоадстул, пройшовши через сім готелів у Грибному королівстві; кожен готель розділений на етапи, і мета полягає в тому, щоб закрити всі двері на кожному етапі. Кожен готель закінчується битвою з босом з одним із Купалінгів Боузера, кульмінацією якої стає битва з Боузером.
Hotel Mario була однією з чотирьох ігор із персонажами Nintendo, опублікованих для CD-i; інші три гри були з серії The Legend of Zelda. Інша гра про Маріо, Super Mario's Wacky Worlds, так і не була випущена, тоді як третя гра, Mario Takes America, була запланована, але врешті була скасована. Nintendo отримала ліцензію на персонажів після відмови від угоди з Philips щодо створення додатка під назвою CD-ROM для Super NES.
Hotel Mario спочатку отримала змішані та негативні відгуки; критики вважали, що це було весело, але не мало довготривалої привабливості. Ретроспективно її було описано як одну з найгірших відеоігор, яку критикували за ігрову механіку, що закриває двері, керування, що не реагує, озвучку та ролики з повним рухом.

## Геймплей
Hotel Mario — це одноекранна відеогра-головоломка. Керуючи Маріо або його братом Луїджі в режимі для двох гравців, гравець повинен шукати на курорті Клуб Купа принцесу Тоадстул, яку викрав Боузер.

Етап у першому готелі

Гра складається з семи готелів, кожен з яких складається з кількох етапів. Гравець повинен зачинити всі двері на етапі, рухаючись угору та вниз ліфтами та уникаючи ворогів. Маріо може наступити на більшість ворогів, як і в попередніх іграх, але деяких потрібно уникати, змінивши поверх або зайшовши у відкриті двері. Наприкінці кожного готелю гравець бере участь у битві з босом із купалінгом; в останньому готелі гравець бореться з Боузером. У грі є різні посилення: Супергриб дозволяє Маріо наносити кілька ударів, "Star Man" робить його тимчасово непереможним, а Вогняна квітка дозволяє йому кидати вогняні кулі.

## Розробка
У 1989 році Nintendo та Sony погодилися розробити доповнення на основі компакт-диска для Super NES, яке дозволяло б відтворювати повне рухоме відео (FMV) та більші ігри. Однак замість цього Nintendo підписала контракт із Philips, щоб створити надбудову, а Sony змінила дизайн своєї консолі на PlayStation. До 1993 року Nintendo відмовилася від планів надбудови. У рамках розірвання угоди Nintendo надала Philips ліцензію на використання деяких персонажів Nintendo для своєї консолі CD-i, що призвело до трьох ігр серії The Legend of Zelda, а також Hotel Mario. Ще одна гра про Маріо, Super Mario's Wacky Worlds, була скасована на стадії прототипу. За словами Стівена Радоша, єдина участь Nintendo в розробці полягала в тому, щоб вихідний матеріал відповідав серії Маріо. Повідомлялося, що Nintendo була задоволена завершеним проектом, а Радош заявив, що ходили чутки про те, що Nintendo розглядає можливість вивести гру на власні платформи.
Hotel Mario розроблений Fantasy Factory. Розробники та тестери, як правило, були старшого віку; в інтерв’ю The Black Moon Project художниця Трісі Венола зазначила, що один тестувальник «далеко вийшов на пенсію». Оскільки цільова аудиторія дітей мала б швидші рефлекси, гра була розроблена, щоб грати добре для тестувальників, а потім пришвидшилася. Hotel Mario використовує ролики FMV, щоб розповісти свою історію. Вважаючи, що рання версія була «механічною» та «візуально нецікавою», Венола та артдиректор Джефф Зоерн використали елементи Діснея та Дж. Р. Р. Толкіна для покращення візуального стилю. Ілюстрації етапів складалися з кількох блоків, кожен з яких мав одну деталь. Першим предметом, створеним Венолою для всіх готелів, були двері. Кожна будівля була побудована за певною темою і займала тиждень. Наприклад, готель Боузера має готичний дизайн. Для озвучення Марк Грауе озвучив братів Маріо та Боузера, а принцесу Тоадстул озвучила Джоселін Бенфорд. Грауе був найнятий через агентство, тоді як Бенфорд була рекомендована співробітником Phillips Media. Пізніше вона вийшла заміж за Майкла Ана, який був одним із продюсерів Hotel Mario.
Спочатку стрибки не були особливістю Hotel Mario. Як сказав Стівен Радош в інтерв’ю Семюелю Клеменсу, стрибки було додано після пропозиції Холлі Лофф. Вона була донькою одного з інженерів Томаса Лоффа. Вона грала в Hotel Mario до його випуску і критикувала його за те, що він не дозволяє стрибати, як це робили попередні ігри Маріо.

## Критика
Hotel Mario спочатку отримав змішані відгуки. Electronic Gaming Monthly похвалив його геймплей як простий, але захоплюючий. GamePro сказали, що гра була веселою, але швидко набридла, і заявив, що «єдиними інтригуючими аспектами цієї гри є добре модні анімаційні послідовності». Video Games: The Ultimate Gaming Magazine поставили грі 7 з 10, але визнав її складність. Іспанський журнал Superjuegos високо оцінив просту механіку гри та рекомендував гру власникам CD-i.
Відтоді Hotel Mario описували як одну з найгірших ігор про Маріо. Леві Б’юкенен з IGN сказав, що, незважаючи на те, що ця гра перевершує ігри серії The Legend of Zelda від Philip, але закриття дверей не було «достатньо сильним гаком для всієї гри», а Дж. Сі Флетчер з Joystiq висміяв сюжет: «Очевидно, Боузер підло задумав змусити своїх підлеглих відчинити двері в ... його власних готелях, таким чином витрачаючи кондиціонер і збільшуючи свій власний рахунок за електроенергію. Маріо і Луїджі повинні героїчно замкнути всі двері і врятувати свого заклятого ворога від того що в коридорах стає занадто холодно». GamesRadar описали це як "лайно", і Eurogamer як «трохи більше, ніж справді погана версія Elevator Action». Елементи керування критикували як не реагуючі.
Кат-сцени зазнали масової критики. 1UP.com описали їх як «відверто жахливі»,  а IGN назвали їх «жахливими», нагадуючи «поганий перекидний альбом зображень, надрукованих із Microsoft Paint». Joystiq описали їх як «аматорську, кричущо барвисту, хитку анімацію з довільним масштабуванням». Озвучка також була піддана критиці; як 1UP.com, так і IGN визнали гру актора озвучування Маріо Марка Ґроу погано підходящою для персонажа та не мали такої грайливості, як озвучувач Маріо Чарльз Мартіне. 1UP написали: «Маріо більше нагадує чийогось колишнього дідуся-курця, який намагається наслідувати вбивцю мафії... Діалог має звучати грайливо, але голоси персонажів передбачають дії загрози та ненависті». У 2008 році IGN назвали Hotel Mario однією з десяти найгірших ігор про Маріо. У 2017 році GamesRadar поставили Hotel Mario на 48 місце у своєму списку «50 найгірших ігор усіх часів».